# Сохрановка – Октябрьская
Сохрановка – Октябрьская – газопровід на півдні Росії, споруджений з метою обходу території України.
Створений в часи існування СРСР газотранспортний коридор Північний Кавказ – Центр на одній із ділянок проходив по території України, зокрема, через розташований на півночі Луганської області Новопсков. В останньому виник газовий хаб, куди надходив ресурс уральського (газопроводи Оренбург – Новопсков, «Союз») та сибірського (Уренгой – Новопсков) походження. Одним з напрямків його подальшого руху було Передкавказзя, куди блакитне паливо потрапляло по реверсованій південній ділянці зазначеного газотранспортного коридору.
Через півтора десятиліття після розпаду СРСР російська влада вирішила створити маршрут подачі ресурсу на Північний Кавказ в обхід території України. Для цього у 2007-му ввели в дію газопровід довжиною 310 км, який починався від компресорної станції Сохрановка на трасі газопроводів Оренбург – Новопсков та «Союз» і прямував до компресорної станції Октябрьская в районі Ростова. Новий трубопровід мав діаметр 1420 мм та пропускну здатність у 28 млрд м3 на рік. Для досягнення останнього показника на маршруті ввели компресорну станцію Каменськ-Шахтинська загальною потужністю 80 МВт.
Можливо відзначити, що Сохрановка – Октябрьская є лише одним з цілого ряду трубопроводів, які транспортують блакитне паливо до Передкавказзя, поряд з газопроводами Астраханський ГПЗ – Камиш-Бурун (введений у 1986-му), Макат – Північний Кавказ (1988), Починки – Ізобільний (запущений в кінці 1990-х в межах проекту Блакитний потік), Писарівка – Анапа (2014, призначений передусім для живлення проекту Турецький потік).